# Layla (Claude)
Layla is een Nederlands-Frans nummer van de Nederlandse zanger Claude. Het nummer werd op 30 maart 2023 uitgebracht. Het bereikte een plek in zowel de Nederlandse Top 40 als de Nederlandse Single Top 100.
Bij Qmusic werd het nummer de Alarmschijf en bij NPO 3FM werd het de 3FM Megahit, op Radio 538 werd het een 538 Favourite. De single heeft in Nederland de gouden status.
Het nummer gaat over de niet-bestaande persoon Layla, waarvan de naam is ontstaan omdat Claude en de producenten bij het schrijven begonnen met de lay-klank maar daar niet verder mee kwamen. Zodoende ontstond de naam Layla en daarna ontstond de rest van de tekst. Volgens Claude zelf moet niet te licht gedacht worden over de tekst: "'Lay-lay-lay-layla, mag ik met je mee gaan, dan zijn we samen eenzaam'. Daar zit ook iets tragisch in."

## Hitnoteringen
Sinds april 2023 staat het nummer in de Nederlandse hitlijsten; de Nederlandse Top 40 en de Single Top 100.

### Nederlandse Top 40
| Hitnotering: 08-04-2023 tot heden | Hitnotering: 08-04-2023 tot heden | Hitnotering: 08-04-2023 tot heden | Hitnotering: 08-04-2023 tot heden | Hitnotering: 08-04-2023 tot heden | Hitnotering: 08-04-2023 tot heden | Hitnotering: 08-04-2023 tot heden | Hitnotering: 08-04-2023 tot heden | Hitnotering: 08-04-2023 tot heden |
| Week:                             | 1                                 | 2                                 | 3                                 | 4                                 | 5                                 | 6                                 | 7                                 | 8                                 |
| --------------------------------- | --------------------------------- | --------------------------------- | --------------------------------- | --------------------------------- | --------------------------------- | --------------------------------- | --------------------------------- | --------------------------------- |
| Positie:                          | 28                                | 21                                | 20                                | 17                                | 15                                | 15                                | 12                                | 10                                |

### NederlandseSingle Top 100
| Hitnotering: 08-04-2023 tot heden | Hitnotering: 08-04-2023 tot heden | Hitnotering: 08-04-2023 tot heden | Hitnotering: 08-04-2023 tot heden | Hitnotering: 08-04-2023 tot heden | Hitnotering: 08-04-2023 tot heden | Hitnotering: 08-04-2023 tot heden | Hitnotering: 08-04-2023 tot heden | Hitnotering: 08-04-2023 tot heden |
| Week:                             | 1                                 | 2                                 | 3                                 | 4                                 | 5                                 | 6                                 | 7                                 | 8                                 |
| --------------------------------- | --------------------------------- | --------------------------------- | --------------------------------- | --------------------------------- | --------------------------------- | --------------------------------- | --------------------------------- | --------------------------------- |
| Positie:                          | 58                                | 34                                | 29                                | 25                                | 15                                | 13                                | 14                                | 11                                |